# Gett: Le procès de Viviane Amsalem
Gett: Le procès de Viviane Amsalem es una película dramática francoisraelí de 2014 dirigida y escrita por Ronit Elkabetz y Shlomi Elkabetz. Fue proyectada como parte de la Quinzaine des Réalisateurs (Quincena de los Directores) del Festival de Cannes 2014 y también en la sección de Cine Contemporáneo Mundial del Festival Internacional de Cine de Toronto de 2014.
El filme fue inscrito por Israel para ser considerado al Óscar a la mejor película de habla no inglesa de 2014, pero no recibió la nominación. Sin embargo, si estuvo nominado al Globo de Oro a la mejor película en lengua no inglesa de 2014.

## Argumento
La película narra la historia de un matrimonio problemático que migró de Marruecos a Israel. La esposa, Viviane (Ronit Elzabetz), desea separarse de su marido (Shimon Amsalem), quien se rehúsa. Debido a que, bajo la ley judía, el divorcio solo puede ser otorgado por el hombre o a través de una corte religiosa, Viviane debe afrontar un proceso largo y tedioso. La trama se desenvuelve completamente en varias sesiones en una corte religiosa.

## Reparto
- Ronit Elkabetz: Viviane Amsalem.
- Sasson Gabai: Shimon Amsalem.
- Menashe Noy: Carmel Ben-Tovim.
- Simon Abkarian: Elijah Amsalem.
- Rami Danon: el rabino Danino.
- Roberto Pollak: el rabino Abraham.
- Eli Gornstein: el rabino Salomon.

## Recepción
La película recibió críticas muy positivas. Rotten Tomatoes reportó que 100% de los críticos le dieron reseñas positivas al filme, basado en 65 críticas con un puntaje promedio de 8,5/10. Metacritic reportó un puntaje de 90 de 100 basado en 20 críticas. Jay Weissberg de Variety escribió una crítica positiva alabando su «guion hermosamente modulado y lleno de momentos de humor liberador».